# Horst Wardemann
Horst Wardemann (* 11. Februar 1930 in Borken; † 17. Februar 2006 in Schieder-Schwalenberg) war ein deutscher Wasserbauingenieur und Hochschullehrer.

## Leben
Horst Wardemann studierte Ingenieurwissenschaften an der Technischen Universität München und wurde im heutigen Corps Suevo-Guestphalia München aktiv. Das Studium schloss er als Dipl.-Ing. ab. Nach der Gründung der Gesamthochschule Paderborn 1972 wurde er Professor im Fachbereich Bautechnik in der Abteilung Höxter, wo er den Studienschwerpunkt Wasserwirtschaft verantwortete.
Schwerpunkt seiner wissenschaftlichen Tätigkeit waren Technischer Umweltschutz und Wasserwesen.

## Schriften
- Wasserwirtschaftliche Probleme der Raum-, Regional- und Bauleitplanung, 1975
- Wasserwirtschaftliche Probleme der Raum-, Regional- und Bauleitplanung, 1982